# Кастель-ді-Лучо
Кастель-ді-Лучо (італ. Castel di Lucio, сиц. Castel di Luciu) — муніципалітет в Італії, у регіоні Сицилія,  метрополійне місто Мессіна.
Кастель-ді-Лучо розташований на відстані близько 480 км на південь від Рима, 90 км на схід від Палермо, 115 км на захід від Мессіни.
Населення — 1325 осіб (2014).
Щорічний фестиваль відбувається 5 жовтня. Покровитель — San Placido.

## Демографія
Населення за роками:

Станом на 1 січня 2023 року в муніципалітеті офіційно проживало 11 іноземців з 2 країн, серед них 11 громадян країн Євросоюзу.

## Сусідні муніципалітети
- Джерачі-Сікуло
- Містретта
- Нікозія
- Петтінео
- Сан-Мауро-Кастельверде